# Vekuroniјum
Vekuroniјum je 2-demetil derivat pankuroniuma i u većoj meri je liposolubilan u odnosu na pankuronium zbog odsustva kvaternerne metil grupe na 2-poziciji. Podleže dva do tri puta intenzivnijem metabolizmu nego pankuronium. Spada u grupu mišićnih relaksanata srednjeg trajanja dejstva.

## Mertabolizam
Jetra je glavni organ u eliminaciji vekuroniјuma, mada lek podleže i značajnoj eliminaciji preko bubrega (do 25%), a ovom kombinovanom eliminacijom postiže se klirens od 3 do 6 ml/kg/min.
Nakon unosa u organizam vekuroniјum odlazi u jetru preko nosača posredovanog transportnog sistema i jetrini mikrozomalni enzimi ga deacetilišu na 3-poziciji. Oko 12% eliminacije vekuroniuma odvija se konverzijom u 3-deacetilvekuronium a oko 30% do 40% se eliminiše putem žuči kao nepromenjeno jedinjenje. 

## Metaboliti vekuroniјuma
Glavni metabolit vekuroniјuma, 3-deacetilvekuronium poseduje gotovo 80% potentnosti vekuroniјuma. On ima niži klirens u plazmi i duže trajanje dejstva u odnosu na vekuroniјum. Studije kod kritično obolelih bolesnika  sa bubrežnom insufcijencijom, pokazuju da 3-deacetilvekuronium može da se nakupi i dovesti do produženog neuromišićnog bloka. 
Drugi metabolitи vekuroniјuma, 17-deacetilvekuronium i 3,17-bisdeacetilvekuronium imaju zanemarljiv klinički značaj.
Farmakokinetičke karakteristike nedepolarizirajućeg mišićnog relaksanata Vekuroniuma® kod zdravih.
| Agens       | Poluživot eliminacije (h) | Klirens (ml/kg/min) | Volumen distribucije (L/kg) |
| ----------- | ------------------------- | ------------------- | --------------------------- |
| Vekuroniјum | 0,9                       | 5,3                 | 0,20                        |

## Dejstvo vekuronijuma kod bubrežnih bolesnika
Inicijalne studije pokazale su da vekuronium nema produženo dejstvo kod bubrežnih bolesnika. Uporedne studije, koje su ispitivale farmakodinamiku i farmakokinetiku vekuroniјuma kod bolesnika sa i bez bubrežne slabosti pokazale su da neuromišićni blok izazvan vekuroniјumom kod bolesnika sa bubrežnom slabošću duže traje u odnosu na bolesnike sa očuvanom funkcijom bubrega (99 naspram 54 minuta). Razlog ovome je i produžen poluživot eliminacije (83 naspram 52 minuta) kao i smanjen klirens (3,1 naspram 5,3 ml/kg/min).
Imajući navedeno u vidu zauzet je stav da se danas smatra da se i do 30% vekuroniuma nepromenjeno eliminiše putem bubrega. Takođe, interakcija između rastvarača ciklosporina, hromofora i vekuroniјuma zabeležena je u ekperimentalnim studijama na mačkama ali nema dovoljno podataka koji bi ukazivali na sličnu interakciju kod transplantiranih bolesnika.
Farmakokinetičke karakteristike nedepolarizirajućeg mišićnog relaksanata Vekuroniuma® kod bolesnika sa smanjenom bubrežnom funkcijom.
| Agens       | Poluživot eliminacije (h) | Klirens (ml/kg/min) | Volumen distribucije (L/kg) |
| ----------- | ------------------------- | ------------------- | --------------------------- |
| Vekuroniјum | 1,4                       | 3,1                 | 0,24                        |

## Primena i mere opreza
Vekuroniјum spada u mišićne relaksante srednjeg trajanja dejstva i kao takav omogućava nastanka rezidualnog bloka i postoperativih respiratornih komlikacija u odnosu na pankuroniјum manje verovatna. Bez obzira na superiorniji farmakološki profil u оdnosu na pankuroniјum, primenu vekuroniјuma treba izbegavati kod bolesnika sa sekundarnom bubrežnom slabošću. U tim slučajevima prednost treba dati mišićnim relaksantima srednjeg trajanja dejstva; rokuroniјumу, cisatrakuriјumu i atrakurijumu čiji su metabolizam i eliminacija u značajno manjoj meri zavisni od bubrežne funkcije.
Ukoliko se ipak želi primeniti vekuronijum, neophodno je smanjenjiti intubacionu dozu, produžiti interval dodavanja dodatnih doza relaksanta i stalno vršiti monitoring neuromuskularnog bloka.

## Spoljašnje veze
- Rapporteur’s Public Assessment Report for paediatric studies submitted in accordance with Article 45 of Regulation (EC) No1901/2006, as amended Norcuron® (vecuronium bromide) DE/W/0043/pdWS/001

|  | Molimo Vas, obratite pažnju na važno upozorenje u vezi sa temama iz oblasti medicine (zdravlja). |